# Col·lapse de la marquesina de l'estació de tren de Novi Sad
El col·lapse de la marquesina de l'estació de tren de Novi Sad va ser un tràgic accident ocorregut l'1 de novembre de 2024 cap a les 11:50 a l'estació de tren de Novi Sad. A l'accident van morir catorze persones, inclòs un nen de sis anys, i tres persones més van resultar ferides. Tres d'ells van quedar greument ferits i es troben en estat crític.

## Antecedents
El 2021 es van anunciar plans per a la renovació i ampliació de l'estació com a part de l'esforç del govern serbi per millorar i modernitzar la infraestructura ferroviària del país, inclosa la introducció de trens d'alta velocitat. La renovació va incloure la modernització de les vies, la construcció d'una nova plataforma i la renovació completa de l'edifici principal amb l'addició d'ascensors per a persones amb discapacitats. Les obres van començar el setembre del 2021.
Com a part de la renovació, es va demolir el pont Boško Perošević i es va renovar el Pont ferroviari de Žeželj. Aquest projecte va ser dissenyat per Aleksandar Bojović i dut a terme per un consorci internacional format per JV Azvi - Taddei - Horta Coslada International. La renovació de l'estació de tren va ser realitzada per les empreses xineses China Railway International i China Communications Construction Company (CCCC) com a part del projecte per a la Línia ferroviària Budapest-Belgrad, que és part d'un pla més ampli de xarxa ferroviària internacional.
L'edifici renovat de l'estació es va inaugurar oficialment el 19 de març de 2022 amb vies modernitzades que permeten velocitats de fins a 200 km/h entre Belgrad i Novi Sad.

## L'accident
El 1 de novembre de 2024 cap a les 11:50, la marquesina de l'entrada principal de l'estació de tren de Novi Sad va col·lapsar. A l'accident van morir catorze persones, inclòs un nen de sis anys, i tres persones més van resultar ferides.
L'enginyer civil Danijel Dašić va afirmar que el col·lapse va ser causat per una estructura d'acer addicional per als panells de vidre, que es va instal·lar durant la renovació.

## Reaccions
El Govern de Sèrbia va declarar el 2 de novembre de 2024 dia de dol nacional, mentre que a Novi Sad es van decretar tres dies de dol. Un dia de dol també va ser declarat a la República Sèrbia.
El primer ministre d'Hongria, Viktor Orbán, va expressar el seu condol a Sèrbia i a les famílies de les víctimes.
El president serbi, Aleksandar Vučić, va demanar responsabilitats polítiques i penals per l'accident. El consorci xinès que va participar en la renovació va afirmar que la marquesina no formava part del projecte de renovació.

## Conseqüències
El 28 de gener de 2025, el primer ministre Miloš Vučević va dimitir després de les protestes massives pel col·lapse de la marquesina i després de diversos incidents en què membres del Partit Progressista Serbi van atacar estudiants a Novi Sad.